# Blennidus jelskii
Blennidus jelskii là một loài bọ chân chạy thuộc phân họ Pterostichinae. Loài này được Tschitscherine mô tả năm 1897.